# Reprezentacja Grenady w piłce nożnej mężczyzn
Reprezentacja Grenady w piłce nożnej reprezentuje Grenadę w piłkarskich rozgrywkach międzynarodowych mężczyzn i jest bezpośrednio podporządkowana Związkowi Piłkarskiemu Grenady (Grenada Football Association). Federacja została założona w 1924, od 1969 jest członkiem CONCACAF, a od 1978 należy do FIFA. Grenadyjczycy nigdy nie awansowali do finałów Mistrzostw Świata w piłce nożnej. Zdobyli drugie miejsce w Pucharze Karaibów w 1989 oraz w Pucharze Karaibów w 2008. Obecnie w rankingu FIFA drużyna Grenady zajmuje 139. miejsce. Przydomek reprezentacji to „Pikantni Chłopcy” (The Spice Boyz). Obecnie drużynę od 2017 roku prowadzi Anglik Ashley Folkes.
Grenada zajmuje obecnie (4 lipca 2012) 21. miejsce w CONCACAF.

## Udział wMistrzostwach Świata
- 1930 – 1974 – Nie brała udziału (była kolonią brytyjską)
- 1978 – Nie brała udziału
- 1982 – Nie zakwalifikowała się
- 1986 – Wycofała się z eliminacji
- 1990 – 1994 – Nie brała udziału
- 1998 – 2022 – Nie zakwalifikowała się

## Udział wZłotym Pucharze CONCACAF
- 1991 – Nie brała udziału
- 1993 – 2007 – Nie zakwalifikowała się
- 2009 – Faza Grupowa
- 2011 – Faza Grupowa
- 2013 – 2019 – Nie zakwalifikowała się
- 2021 – Faza grupowa

## Udział wPucharze Karaibów
- 1989 – II Miejsce
- 1990 – Turnieju nie dokończono[2]
- 1991 – Nie brała udziału
- 1992 – 1996 – Nie zakwalifikowała się
- 1997 – IV Miejsce
- 1998 – Nie zakwalifikowała się
- 1999 – Faza Grupowa
- 2001 – 2007 – Nie zakwalifikowała się
- 2008 – II Miejsce
- 2010 – IV Miejsce
- 2012 – 2017 – Nie zakwalifikowała się

## Rekordziści

### Najwięcej występów w kadrze
Zaktualizowane na 17 lipca 2021
| Miejsce | Zawodnik         | Występy | Gole | Kariera      |
| ------- | ---------------- | ------- | ---- | ------------ |
| 1.      | Cassim Langaigne | 72      | 6    | 2004-2016    |
| 2.      | Ricky Charles    | 71      | 37   | 1995-2011    |
| 3.      | Anthony Modeste  | 67      | 13   | 1996-2011    |
| 4.      | Patrick Modeste  | 53      | 6    | 1996-2015    |
| 5.      | Kithson Bain     | 49      | 17   | 2002-2015    |
| 5.      | Marc Marshall    | 49      | 0    | 2004-2015    |
| 7.      | Jason Belfon     | 44      | 0    | 2013-obecnie |
| 8.      | Irvine Smith     | 40      | 0    | 2011-obecnie |
| 9.      | Shanon Phillip   | 39      | 0    | 2008-2018    |
| 10.     | Marcus Julien    | 33      | 4    | 2006-2015    |
| 10.     | Desmond Noel     | 33      | 0    | 2002-2012    |